# Montegranaro
Montegranaro é uma comuna italiana da região dos Marche, província de Fermo, com cerca de 12.813 habitantes. Estende-se por uma área de 31 km², tendo uma densidade populacional de 413 hab/km². Faz fronteira com Monte San Giusto (MC), Monte San Pietrangeli, Monte Urano, Montecosaro (MC), Morrovalle (MC), Sant'Elpidio a Mare, Torre San Patrizio.

## Demografia
| Variação demográfica do município entre 1861 e 2011                               |
|                                                                                   |
| Fonte: Istituto Nazionale di Statistica (ISTAT) - Elaboração gráfica da Wikipedia |